# Kampylobakterióza

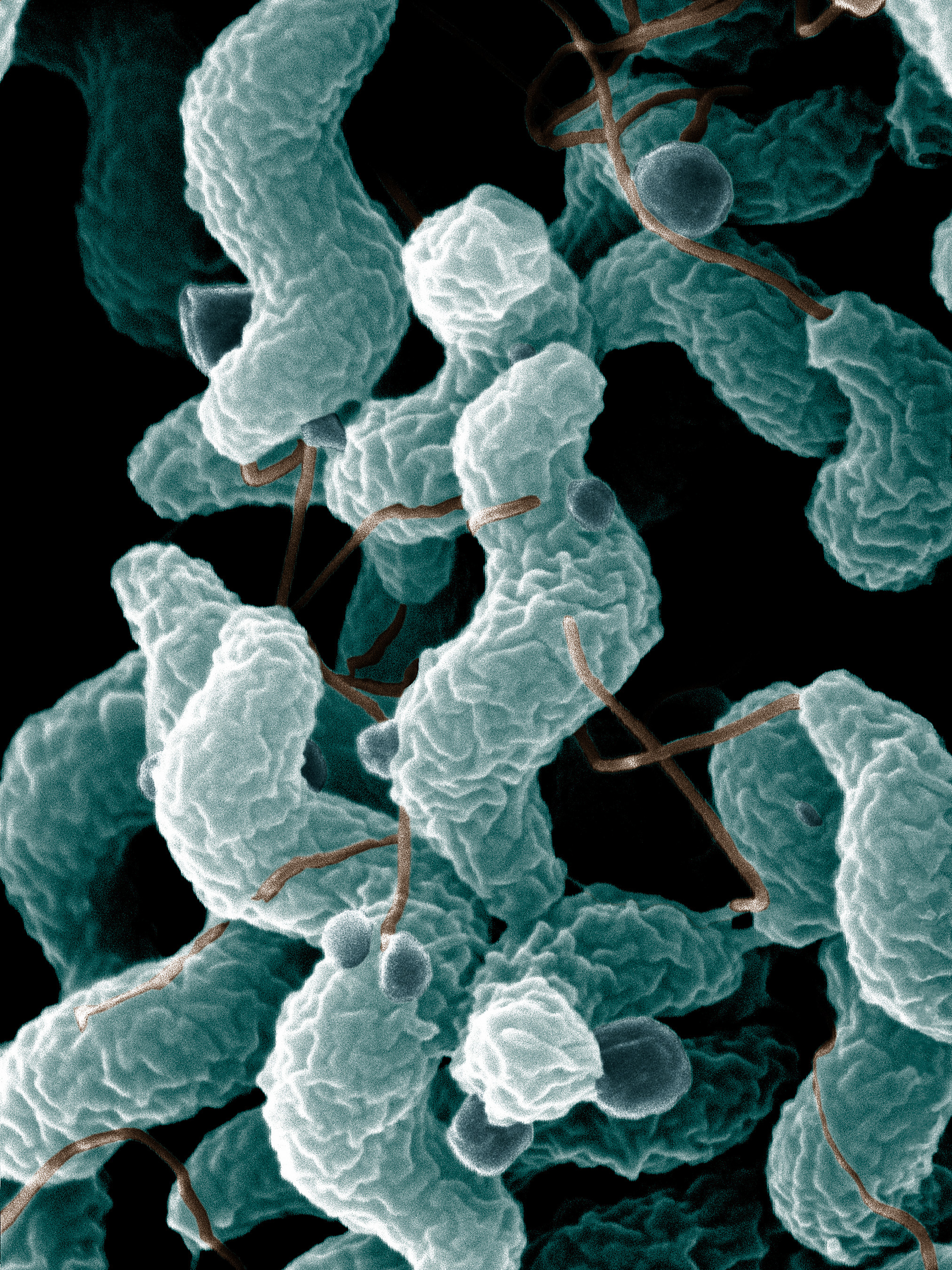
bakterie Campylobacter jejuni

Kampylobakterióza je závažná alimentární infekce člověka připomínající salmonelózu, vyvolávaná termofilní bakterií Campylobacter jejuni, a související často s konzumací nedostatečně tepelně upravených potravin, zejména drůbežího masa a drůbežích produktů. Projevuje se enterokolitidou (zánět tenkého a tlustého střeva) anebo systémovým onemocněním. U drůbeže probíhá onemocnění ve formě subklinicky až chronicky probíhající střevní infekce, jen sporadicky ve formě enteritidy a hepatitidy. Původcem je spirálovitá podmíněně patogenní bakterie Campylobacter jejuni.

## Příčina nemoci (etiologie)
V roce 1957 byla jako příčina humánních enteritid identifikována skupina termofilních vibrio-like bakterií, které společně s tzv. mikroaerofilními vibrii skotu byly později přeřazeny do samostatného rodu Campylobacter. Kampylobaktery byly zjištěny ve střevním traktu mnoha domácích i divoce žijících zvířat, zdravých i nemocných. Drůbež představuje důležitý rezervoár těchto bakterií a zdroj infekce pro člověka. Z termofilních kampylobakterů, které se liší od ostatních vyššími nároky na kultivační teplotu (42-43 °C), se u ptáků vyskytují 3 druhy – C. jejuni, C. coli a C. lari. Nejdůležitější postavení z nich zaujímá C. jejuni, který jako nepatogenní komensál se vyskytuje ve střevním traktu i klinicky zdravé drůbeže a volně žijících ptáků. C. coli je častěji izolován z prasat, C. lari z volně žijících vodních ptáků (racků).

## Vznik a šíření nemoci (epizootologie)

### Hostitel
Kampylobaktery mají velmi široké hostitelské spektrum. Různé druhy kampylobakterů byly izolovány z divoce žijících holubů, pštrosů, vrabců, dropů, vran a pernaté zvěře, včetně koroptví, bažantů a křepelek. Časté jsou izolace z mořských ptáků (albatrosi a buřňáci), racků a migrujících vodních ptáků. V Japonsku byl prokázán C. jejuni přibližně v 8 % vzorků odebraných od 8 druhů ptáků z řádů Columbiformes a Passeriformes (zejména astrildovití). Větší frekvence izolací je zjišťována u mrchožravých a všežravých ptáků v porovnání se semenožravými. Papoušci jsou také vnímaví k infekci. Z laboratorních zvířat jsou vnímaví k infekci C. jejuni králíci, myši, krysy, křečci, fretky a primáti.
Drůbež je považována za primárního rezervoárového hostitele kampylobakterů – 80-100 % hrabavé i vodní drůbeže je infikováno; pro dospělou drůbež jsou ale většinou nepatogenní. Hejno drůbeže může být infikováno i více druhy kampylobakterů.

### Přenos
U drůbeže se infekce šíří nejčastěji nepřímo přes trusem kontaminovanou podestýlku, krmivo a vodu. Protože pro vznik infekce dostačuje jen nepatrné množství bakterií, je také možný přenos vektory, jako jsou hmyz (mouchy), kontaminované částice prachu a nečistot vznášející se ve vzduchu a také osoby, dopravní prostředky a pracovní pomůcky kontaminované trusem nebo domácí zvířata či volně žijící ptáci. Po zavlečení nákazy do chovů na podestýlce se rozšíří infekce na všechna zvířata v hejnu během 1-2 týdnů.
Přestože většina dospělé drůbeže je infikována, neexistují důkazy o vertikálním přenosu. Nebyl prokázán ve vaječném obsahu ani na skořápce konzumních vajec. Ojedinělá izolace C. jejuni z podskořápečných membrán je připisována mechanickému poškození vaječné skořápky.

### Patogeneze
Orální příjem původce vyvolává buď jen osídlení nebo i infekci střevní sliznice, především ilea (kyčelník), slepých střev a konečníku. Původce může být považován za podmíněného patogena, protože může perzistovat po mnoho měsíců ve střevě subklinicky. Příčiny vzniku nemoci u domácí drůbeže nejsou jasné. K patogennímu působení kampylobakterů pravděpodobně dochází v důsledku pomnožení ve střevním luminu (bez adheze na buňky sliznice střevní) a produkcí toxinů, které způsobují vodnatý průjem, nebo pomnožením v buňkách sliznice a proniknutím až do lamina propria. Krevní cestou se pak bakterie dostávají sekundárně do jater, sleziny a dalších orgánů. Množství a virulence bakterií na jedné straně a geneticky determinovaná vnímavost k onemocnění a věk hostitele na druhé straně jsou možnými faktory, které hrají v patogenezi nemoci významnou roli.

## Projevy nemoci (symptomatologie)
Inkubační doba po experimentální inokulaci je v průměru 2-4 dny.
Infekce u dospělé drůbeže probíhají zpravidla subklinicky. Toxigenní a invazivní kmeny C. jejuni ale mohou způsobovat enteritidu a úhyn mláďat. Vznik onemocnění závisí zejména na věku infikované drůbeže (existuje věková rezistence), velikosti infekční dávky a invazivnosti kmene C. jejuni. Konkurentní nemoci, stresory prostředí či imunosuprese mohou zvyšovat patogenitu C. jejuni. Sporadicky se vyskytující akutní průběh kampylobakteriózy se u mláďat projevuje depresí, anorexií, zpomalením růstu, několik dní trvajícím vodnatým až mukózním průjem (někdy i s příměsí krve), vlhkou podestýlkou a krátkým trváním nemoci. Vysoká mortalita byla zaznamenána u výletků malých zpěvných ptáků infikovaných kampylobaktery.
Asi 14 % nemocných s kampylobakteriózou musí být hospitalizováno a u 5 % nemocných je nutné nasazení antibiotik.

### Patologie
Infekce C. jejuni se u drůbeže projevuje dilatací střevního traktu v důsledku akumulace hlenu a vodnaté tekutiny. V závislosti na cytotoxických vlastnostech infikujícího agens se mohou vyskytovat i hemoragie, podobně jako u lidí. U bažantů, sýce rousného a lysek byla pozorována hemoragická enteritida, u racků eroze na svalnatém žaludku.

## Diagnostika
Diagnóza kampylobakteriózy je založena na klinickém a pitevním nálezu, na izolaci a identifikaci původce. Kampylobakterové enteritidy u nově líhnutých kuřat je nutné odlišit zejména od infekcí Salmonella spp. a E. coli. Také bakterie z rodu Vibrio se mohou vyskytovat u ptáků, především u vodních. V poslední době byla také u kura a krůt prokázána bakterie podobná Brachyspira hyodysenteriae, způsobující střevní poškození.

## Terapie
Kampylobakterióza většinou probíhá subklinicky, enteritidy bývají přehlíženy nebo jsou často považovány za důsledek jiných infekcí či onemocnění. V případě potvrzení diagnózy a zjištění citlivosti původce se mohou použít účinné antimikrobiální látky. Častý je ale návrat nemoci po ukončení léčby. Nevhodné používání antibiotik může mít za následek vznik rezistentních kmenů.

## Prevence
Jako preventivní se doporučují všechna opatření, která ničí původce a zabraňují zavlečení a šíření infekce, i když kompletní eradikace kampylobakterů z chovů drůbeže asi není možná. Mnohem významnější jsou opatření na porážkách drůbeže. Před porážkou se nedoporučuje zvířata krmit, transportní prostředky nutno dezinfikovat. Při porážení dbát na to, aby nedocházelo ke kontaminaci povrchů opracovaných kuřat střevním obsahem, případně provádět dekontaminaci povrchu kuřat suchým vzduchem, organickými kyselinami nebo zářením. Kampylobaktery přežívají na potravinách skladovaných v chladničkách, částečně mohou přežít i mražení. Jsou inaktivovány teplotou nad 48 °C, takže pasterizaci nebo vaření v kuchyni nepřežijí. Při manipulaci se syrovým masem je nutné dodržovat základní hygienická pravidla.